# Мосуо
Мосуо, мосо або на (кит.: 摩梭; піньїнь: Mósuō) — невеличка етнічна група, що проживає на півдні Китаю у провінціях Сичуань та Юньнань. Чисельність народу налічує 40000 осіб. Живуть Мосуо високо в Гімалаях навколо озера Лугуху на висоті до 2700 км — практично в повній ізоляції від решти світу.

## Матріархальні традиції
У цьому суспільстві збереглися первозданні матріархальні підвалини. Жінка зазвичай є главою сім'ї, спадкування йде по жіночій лінії, жінки приймають економічні рішення, хоча політична влада знаходиться в руках чоловіків. Тут не знають таких понять, як шлюб, чоловік, батько, невірність, зрада.
За звичаєм племені статеве дозрівання дівчат настає в 13 років. З цього моменту дівчина може вибирати будь-яку кількість чоловіків, яку забажає. Вибір партнера визначається через танець. На вечір знайомства збирається все селище. Дівчата одягають довгі спідниці, волосся прикрашають стрічками. Дівчина вибирає партнера під час танців. Через танець партнери показують свої почуття, визнання і любов — все те, що не можуть сказати словами.
Коли дівчина визначилася з вибором, їй урочисто вручають власний ключ від своєї кімнати. Тепер вона може вільно приводити в кімнату свого обранця. Цей обряд називається «цун-хун». Юнак повинен непомітно зайти в покої дівчини і так само непомітно їх покинути. Щоб ніхто не турбував пару, вони вішають капелюх на цвях біля дверей. Батько дитини у її вихованні участі не бере, малюк навіть не знає, хто його батько. Дитина живе з матір'ю у величезному родовому будинку, де найчастіше живе три покоління. Велика сім'я дружно виховує дітей, старші сини і брати замінюють дитині батька — навчають його всіх чоловічих господарських обов'язків. Такі статеві відносини соціологами називаються гостьовим шлюбом.
Навіть місцеві географічні назви підкреслюють домінуючу роль жінки в спільноті. Мосуанські селища розташовані на березі озера Лугуху, яке мовою племені називається Хі-На-Мі, тобто Озеро-Мати. На іншому березі Хі-На-Мі височіє гора Ган-му у, або Гора-Жінка, шанована плем'ям мосуо як застигла в камені богиня любові.
У матріархальному племені земля, будинки, все господарство належить жінкам. Мосуо — хлібороби. Чоловіки працюють в полі поруч з будинком, де живуть їхні матері і родини. Вони ведуть торгівлю, доставляють з гір ліс, займаються будівництвом. Мосуанский будинок, як правило, складений з товстих колод і стоїть на палях, має форму квадрата з внутрішнім двориком. Жінки підтримують в ньому порядок і чистоту, а чоловіки віддають їм усе, що заробили. Причому не мають ніякої власності. Такий закон панує вже півтори тисячі років.
Навіть проголошення Китайської Народної Республіки в 1949 році нічого не змінло в традиціях мосуо. Влада Китаю намагалася силою змусити мосуо вступати в узаконені шлюби. Все марно. Міцні звичаї племені витримали і пережили культурну революцію. Нині ніхто вже не намагається що-небудь змінити в житті племені мосуо.